# Oorlog tegen Nabis
De Oorlog tegen Nabis of de Laconische Oorlog van 195 v.Chr. werd gevochten tussen de Griekse stadstaat Sparta en een coalitie samengesteld uit de Romeinse Republiek, de Achaeïsche Bond, Pergamon en Macedonië.
Tijdens de Tweede Macedonische Oorlog (200-196 v.Chr.) had Macedonië Sparta de controle over Argos gegeven, een belangrijke stad aan de kust van de Peloponnesos. Sparta's blijvende bezetting van Argos op het einde van de oorlog werd gebruikt door Rome als aanleiding om hen de oorlog te verklaren. De anti-Spartaanse coalitie belegerde Argos, nam de Spartaanse vlootbasis te Gythium in, en belegerde al snel Sparta zelf. Uiteindelijk leidden onderhandelingen tot een vrede met de voorwaarden gegeven door Rome, waardoor Argos en de kuststeden van Laconië gescheiden werden van Sparta en de Spartanen gedwongen werden om een oorlogsvergoeding te betalen aan Rome over de volgende acht jaar. Argos sloot zich aan bij de Achaeïsche Bond, en de Laconische steden kwamen onder de bescherming van de Achaeërs.
Als resultaat van de oorlog verloor Sparta zijn positie als een mogendheid in Griekenland. De daaropvolgende pogingen van de Spartanen om de verliezen te heroveren mislukten en Nabis, de laatste oppermachtige heerser werd uiteindelijk gedood. Kort daarna werd Sparta gedwongen om een lid te worden van zijn vroegere rivaal, de Achaeïsche Bond, wat het einde van eeuwen van trotse politieke onafhankelijkheid betekende.

## Achtergrond
Nadat de Spartaanse regent Machanidas in 207 v.Chr. gesneuveld was in een slag tegen de Achaeïsche Bond, wierp Nabis de heersende koning Pelops omver met de steun van een huurlingenleger en plaatste zichzelf op de troon, en zei dat hij afstamde van de Eurypontidische koning Demaratus. Toen hadden de Spartaanse wetten van Lycurgus hun bedoeling al verloren en Sparta werd gedomineerd door een groep van zijn vroegere huurlingen. Polybios beschrijft Nabis' leger als een troep van moordenaars, inbrekers, zakkenrollers en struikrovers. In 205 v.Chr. tekende Nabis een vredesverdrag met Rome, maar in 201 v.Chr. viel hij het grondgebied van Messene aan, op hetzelfde moment een bondgenoot van beide partijen, en gebied dat Sparta had geregeerd tot het midden van de vierde eeuw voor Christus. De Spartanen veroverden Messene maar werden al snel gedwongen om de stad te verlaten toen een leger uit Megalopolis aankwam onder leiding van Philopoemen. Later werden ze beslissend verslagen bij Tegea en Nabis werd gedwongen om zijn uitbreidingsdrang eventjes te onderdrukken.

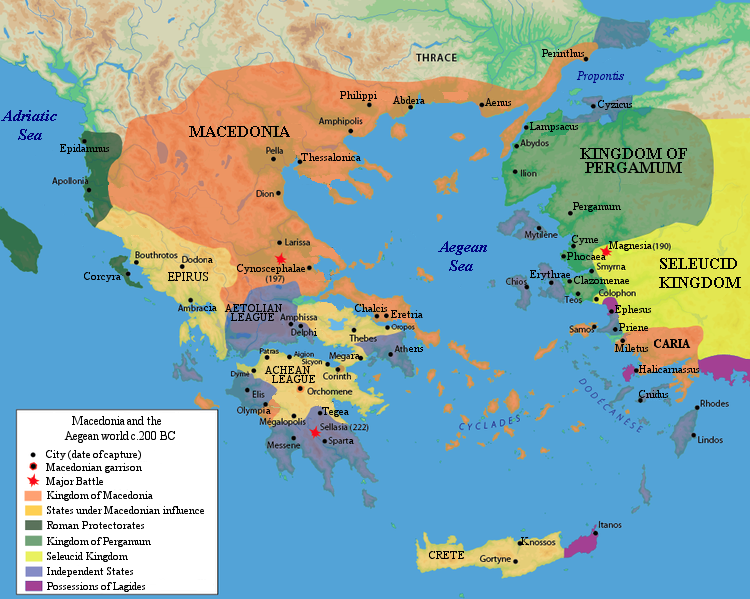
Griekenland en de Egeïsche Zee, net voor de Tweede Macedonische Oorlog.

Tijdens de Tweede Macedonische Oorlog kreeg Nabis een andere mogelijkheid om zijn gebied uit te breiden. Philippus V van Macedonië gaf hem de stad Argos als Sparta zich zou afscheiden van de Romeinse coalitie en zich zou aansluiten bij de Macedonische alliantie. Nabis accepteerde dit voorstel en kreeg de controle over Argos. Toen de oorlog zich tegen Macedonië begon te keren steunde hij de Romeinse coalitie echter opnieuw en zond 600 Kretenzische boogschutters om het Romeinse leger te helpen. Philippus werd later beslissend verslagen door de Romeinen in de slag bij Cynoscephalae, maar Sparta behield de controle over Argos. Na de oorlog keerde het Romeinse leger niet terug naar Rome, maar zond in plaats daarvan garnizoenen naar strategische locaties in Griekenland om zijn eigen belangen te dienen.

## Nabis' hervormingen
In ruil voor zijn hulp in de oorlog accepteerde Rome Nabis' bezetting van Argos. Terwijl Nabis al koning van Sparta was, maakte hij zijn vrouw Apia heerseres van haar moederstad Argos. Daarna kregen Nabis en Apia erg veel geld door veel geld en bezittingen van de rijke families uit deze stad in beslag te nemen, en degenen die zich hiertegen verzetten te folteren. Veel van het geconfisqueerde land werd later aan vrijgelaten heloten gegeven die loyaal waren aan Nabis. Na zijn grondgebied nog meer uitgebreid en zijn rijkdom vergroot te hebben op de hiervoor genoemde manieren, startte Nabis met het veranderen van de haven van Gythium in een heuse marinebasis en het versterken van de stad Sparta. Zijn Kretenzische bondgenoten mochten al vlootbasissen plaatsen op Spartaans gebied, van waaruit ze zich waagden aan piraterij. Zijn opbouw van een vloot gaf de kans aan zelfs de zeer armen om mee te doen in deze erg winstgevende werkgelegenheid. Maar de uitbreiding van de maritieme capaciteiten te Gythium misnoegden Rome en de staten in de Egeïsche Zee.
Nabis' heerschappij was vooral gebaseerd op sociale hervormingen en het herbouwen van Sparta's legers. De militaire macht van Sparta was traditioneel gebaseerd geweest op lichtingen van Spartiaten en perioiken (vrije niet-burgers van Laconië), ondersteund door lichtbewapende heloten. De aantallen van de Spartiaten waren van verschillende duizenden tijdens de Perzische Oorlogen gedaald naar een paar honderd in de tijd van Cleomenes III. Er zijn verschillende mogelijke redenen voor de daling van hun aantal, waarvan één is dat elke Spartaan die zijn bijdrage in de syssitia niet kon betalen (de maaltijd voor de mannen in Dorische gemeenschappen) zijn volledige burgerschap verloor, maar nog steeds mocht trainen in de agoge.
Als resultaat was het plaatsen van een respectabel hoplietenleger zonder huurlingen of bevrijde heloten lastig. Cleomenes vergrootte het aantal burgers opnieuw en maakte het Spartaanse leger weer operationeel met lichtbewapende falangisten volgens de Macedonische stijl. Maar veel van deze burgers werden gedood in de slag bij Sellasia en Nabis' handelingen dreven de rest van hen in ballingschap. Als gevolg was er niet meer genoeg zware infanterie. Dit leidde tot een zware terugval van Sparta's militaire macht, en het doel van Nabis was het herstellen van een klasse van loyale mannen die konden dienen als goed bewapende falangisten. Nabis' vrijlating van de heloten was een van de meest opvallende daden in de geschiedenis van Sparta. Met deze actie vernietigde Nabis een ideologisch idee van het Spartaanse loyale systeem en de hoofdreden van het uitbreiden van Sparta. Het voorkomen van een helotenopstand was, tot nu toe, de belangrijkste reden tot bezorgdheid geweest voor Sparta, en het belang van het beschermen voor een aanval van binnenuit had hen weerhouden om verder uit te breiden. Nabis' beslissing hief deze zorg op met één enkele handeling. Zijn bevrijde heloten kregen land van hem en trouwden met rijke vrouwen van de verbannen Spartaanse burgers en de weduwen van de rijke elite, wier mannen gedood waren op zijn bevel.

## Voorbereidingen
De Achaeïsche Bond was boos dat een van zijn leden (Argos) onder Spartaanse bezetting bleef en overtuigde de Romeinen om hun beslissing om Sparta's territoriale veroveringen te laten zoals ze waren te herzien. De Romeinen gingen akkoord met de Achaeërs, want ze wilden geen sterk en gereorganiseerd Sparta dat problemen zou kunnen veroorzaken als de Romeinen Griekenland zouden hebben verlaten.
In 195 v.Chr. riep Titus Quinctius Flamininus, de Romeinse commandant in Griekenland, de Griekse stadstaten samen in Korinthe om te bespreken of ze nu wel of niet de oorlog zouden verklaren aan Nabis. De stadstaten die deelnamen waren de Aetolische Bond, Macedonië, Pergamon, Rhodos, Thessalië en de Achaeïsche Bond. Alle staten kozen voor de oorlog, uitgezonderd de Aetolische Bond en Thessalië, die wilden dat de Romeinen Griekenland onmiddellijk zouden verlaten. Deze twee staten stelden voor om zelf met Nabis af te rekenen, maar ze werden hierin tegengewerkt door de Achaeïsche Bond, die niet wilde dat de Aetolische Bond meer macht zou krijgen. De moderne historicus Erich Gruen suggereert dat de Romeinen de oorlog gebruikt zouden hebben om enkele legioenen in Griekenland te stationeren om de Spartanen en de Aetolische Bond te weerhouden om zich aan te sluiten bij de Seleucidische koning Antiochus III als hij Griekenland zou aanvallen.
Flamininus zond eerst een gezant naar Sparta, en legde Nabis op dat hij ofwel Argos moest overgeven aan de Achaeïsche Bond of een oorlog te starten tegen Rome en zijn Griekse bondgenoten. Nabis weigerde om zich te schikken in Flamininus' ultimatum, en dus marcheerden 40.000 Romeinse soldaten en hun Griekse bondgenoten naar de Peloponnesos. Toen hij de Peloponnesos binnenkwam, sloot Flamininus zijn leger aan bij de Achaeïsche leider, Aristaenos, die 10.000 man infanterie en 1.000 man cavalerie had. Samen marcheerden ze naar Argos.
Nabis had zijn schoonbroer, Pythagoras, aangeduid als leider van het 15.000 man sterke garnizoen te Argos. Toen de Romeinen en Achaeërs aan het marcheren waren naar de stad, probeerde een jonge inwoner van Argos, Damocles, een opstand aan te wakkeren tegen het Spartaanse regime. Met enkele volgelingen stond hij op de agora en riep naar zijn medeburgers, hen aansporend om een opstand te beginnen. Maar er kwam geen grote opstand en Damocles en het grootste deel van zijn volgelingen werden omsingeld en gedood door het Spartaanse garnizoen.
Enkele overlevenden van Damocles' groep konden ontsnappen van de stad en gingen naar Flamininus' kamp. Ze zeiden Flamininus dat als hij zijn kamp dichter bij de stad zou plaatsen, dat de Argiven zou aansporen om toch in opstand te komen tegen de Spartanen.
De Romeinse commandant zond zijn lichte infanterie en cavalerie om een goede positie voor een nieuw kamp te vinden. Toen ze de kleine groep Romeinse soldaten zagen, verlieten enkele Spartanen hun posities en vielen de Romeinen aan. De Romeinen konden de Spartanen echter terugdrijven in de stad.
Flamininus verplaatste zijn kamp naar de plaats waar de schermutseling had plaatsgevonden. Hij wachtte een dag, hopend dat de Spartanen hem zouden aanvallen, maar, toen er geen aanval kwam, riep hij een raad samen om te bespreken of ze de stad al dan niet zouden belegeren. Alle Griekse leiders uitgezonderd Aristaenos dachten dat ze de stad moesten aanvallen, omdat Argos veroveren de belangrijkste reden was geweest om de oorlog te starten. Aristaenos dacht echter dat ze zich beter zouden keren tegen Sparta en Laconië. Flamininus ging akkoord met Aristaenos en het leger marcheerde naar Tegea in Arcadië. De volgende dag ging Flamininus naar Caryae, waar hij wachtte op de geallieerde versterkingen die hem zouden helpen. Dit leger kwam snel aan en sloten zich aan bij de Romeinen. Het bestond uit een contingent van Spartaanse bannelingen geleid door Agesipolis, de rechtmatige koning van Sparta, die twintig jaar eerder van de troon was gestoten door Lycurgus. Er waren ook 1.500 Macedoniërs met 400 Thessalische ruiters gezonden door Philippus. Hij hoorde ook dat er verschillende vloten bij de Laconische kust waren aangekomen: een Romeinse vloot onder Lucius Quinctius met veertig schepen, Een Rhodische vloot met achttien schepen, geleid door Sosilas, en een vloot uit Pergamon met veertig schepen onder koning Eumenes II.

## Laconische veldtocht
Nabis nam 10.000 burgers op in zijn leger en huurde 3.000 huurlingen. Nabis' Kretenzische bondgenoten, die profiteerden van de vlootbasissen op zijn grondgebied, zonden 1.000 soldaten om zich bij de 1.000 te voegen die die ze al gestuurd hadden om Nabis te helpen. Nabis vreesde dat de komst van de Romeinen zijn onderdanen zou aansporen om een opstand te beginnen, en besloot daarom om hen bang te maken door tachtig vooraanstaande burgers te executeren. Flamininus verliet zijn basis en ging naar Sellasia. Terwijl de Romeinen hun kamp aan het opzetten waren, vielen Nabis' huurlingen hen aan. De plotselinge verrassingsaanval bracht hen kort in een staat van verwarring, maar de Spartanen moesten zich terugtrekken in de stad toen de rest van de Romeinen er aankwam. Toen de Romeinen naar Sparta marcheerden vielen Nabis' huurlingen hun bondgenoten, die zich in de achterhoede bevonden, opnieuw aan. Appius Claudius, de commandant van de achterhoede, viel hen aan en dwong de huurlingen om zich opnieuw terug te trekken binnen de stadsmuren, en ze brachten zware verliezen in hun gelederen.
Het leger ging toen verder naar Amyclae, van waaruit ze het platteland plunderden. Lucius Quinctius verkreeg ondertussen de vrijwillige overgave van enkele steden aan de kust van Laconië. De bondgenoten marcheerden vervolgens naar de grootste stad in het gebied: Sparta's haven te Gythium. Toen het landleger de stad begon te belegeren, kwam de Romeinse vloot aan. De bemanningen van deze schepen konden in enkele dagen belegeringswerktuigen bouwen. Hoewel deze machines een vernietigend effect hadden op de stadsmuren, hield het garnizoen de aanvallen elke keer tegen.

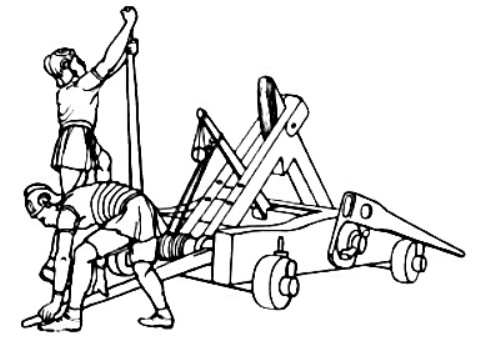
Een onager was goedkoper en gemakkelijker om te maken dan een ballista.

Uiteindelijk zond Dexagoridas, een van de twee garnizoensleiders, aan de Romeinse legaat dat hij de stad wilde overgeven. Hij viel door de mand toen Gorgopas, de andere leider, dit vernam en zelf Dexagoridas doodde. Gorgopas bleef zich verzetten tot Flamininus aankwam met 4.000 extra troepen die hij had gerekruteerd. De Romeinen vernieuwden hun aanval en Gorgopas moest zich overgeven, hoewel hij ervoor zorgde dat hij en zijn garnizoen veilig konden terugkeren naar Sparta.

## Beleg van Sparta
Tijdens het beleg van Gythium ging Pythagoras naar Sparta en bracht 3.000 man uit Argos naar Nabis. Toen Nabis vernam dat Gythium zich had overgegeven besliste hij om een bode te zenden naar Flamininus om onderhandelingen te starten over vrede. Nabis bood aan om de rest van zijn garnizoen te Argos terug te trekken en de Romeinen gevangenen en deserteurs te geven. Flamininus riep een nieuwe raad bijeen. Het grootste deel van de raad vond dat ze Sparta moesten innemen en Nabis' heerschappij moesten omverwerpen.
Flamininus antwoordde aan Nabis met zijn eigen voorwaarden, waarin stond dat Sparta en Rome een vredesverdrag van zes maanden konden sluiten als Nabis Argos en al zijn garnizoenen in Argolis zou overgeven. Hij moest alle Laconische steden aan de kust aan Rome geven en een oorlogsschuld betalen over de volgende acht jaar en hij mocht geen bondgenootschap meer sluiten met de Kretenzische steden. Nabis verwierp dit voorstel, want hij zei dat hij genoeg voorraden had om het beleg te weerstaan. Flamininus leidde daarom zijn leger van 50.000 man naar Sparta en, nadat hij de Spartanen in een slag buiten de stad had verslagen, begon de stad te belegeren. Flamininus wilde in plaats van een normale belegering de stad meteen bestormen. De Spartanen konden de eerste aanvallen weerstaan, maar hun weerstand werd belemmerd omdat de grote scuta van de Romeinen alle projectielen onschadelijk maakten.
De Romeinen lanceerden de volgende aanval op Sparta en namen de muren in, maar hun aanval werd gehinderd door de smalle wegen in de buitenwijken van de stad. Maar de straten werden wijder toen ze verder gingen naar het centrum van de stad, en de Spartanen werden verder en verder teruggedreven. Nabis, die zijn verdedigingen zag instorten, probeerde te vluchten, maar Pythagoras nam de leiding over de soldaten en beval hen om de gebouwen dichtst bij de muren in brand te steken. Brandend puin werd naar de Romeinen en hun bondgenoten geworpen terwijl ze de stad binnenkwamen, wat veel verliezen veroorzaakte. Toen hij dit zag, beval Flamininus zijn troepen om zich terug te trekken naar hun basis. Toen de aanval later werd hernieuwd, konden de Spartanen de Romeinse aanvallen nog drie dagen tegenhouden voor Nabis, die zag dat de situatie hopeloos was, besloot om Pythagoras te sturen om zich over te geven. Flamininus wilde hem niet ontvangen, maar toen Pythagoras een tweede keer kwam, accepteerde Flamininus de overgave, met de voorwaarden hetzelfde als degene die Flamininus eerst had opgesteld. De overgave werd later goedgekeurd door de Senaat.
De Argiven begonnen een opstand toen ze hoorden dat Sparta belegerd werd. Onder leiding van Archippas vielen ze het garnizoen, geleid door Timocrates van Pellene, aan. Timocrates gaf de akropolis over op voorwaarde dat hij en zijn mannen de stad veilig konden verlaten. In ruil mochten alle Argiven die dienden in Nabis' leger terugkeren naar de stad.

## Gevolgen

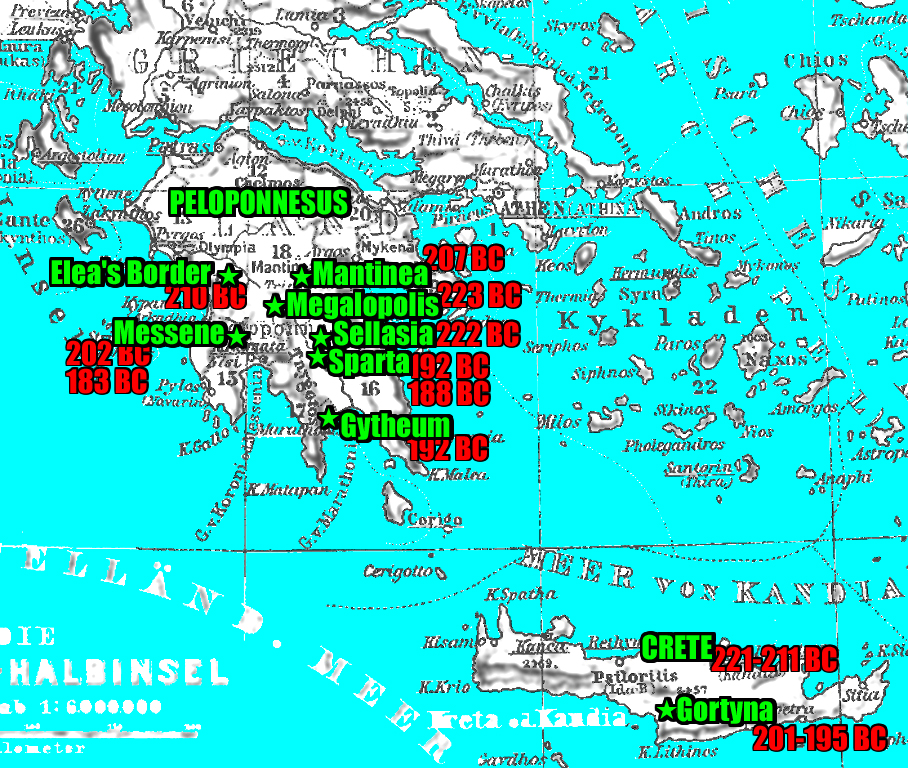
Een kaart waarop Philopoemens aanvallen op Sparta staan aangeduid.

Na de oorlog ging Flamininus naar de Nemeïsche Spelen in Argos en verklaarde dat de polis vrij was. De Argiven besloten onmiddellijk om zich terug aan te sluiten bij de Achaeïsche Bond.
Flamininus bevrijdde alle steden aan de kust van Laconië van de Spartaanse heerschappij en plaatste hen onder bescherming van de Achaeërs. Wat overbleef van de Spartaanse vloot werd onder bescherming van deze steden geplaatst. Nabis moest ook zijn garnizoenen uit Kretenzische steden terugtrekken en enkele hervormingen die Sparta hadden versterkt intrekken.
Maar de Romeinen stootten Nabis niet van de Spartaanse troon. Zelfs al was Sparta machteloos geworden, de Romeinen wilden een onafhankelijk Sparta dat als een tegengewicht kon dienen tegen de machtiger wordende Achaeïsche Bond. Nabis' trouw werd verzekerd door het feit dat hij vijf gijzelaars moest geven, waaronder zijn zoon, Armenas. De Romeinen brachten de Spartaanse bannelingen niet terug naar Sparta, want ze wilden er geen intern conflict veroorzaken. Ze lieten de vrouwen die getrouwd waren met een ex-heloot maar wier man verbannen was wel toe om naar hun echte echtgenoten te gaan.
Nadat de legioenen onder Flamininus waren teruggekeerd naar Italië, waren de Griekse stadstaten opnieuw zelfstandig. De dominante machten in de regio waren op dit moment Macedonië, dat recent een oorlog had verloren tegen Rome, de Aitoliërs, de versterkte Achaeïsche Bond en een verzwakt Sparta. De Aitoliërs, die zich hadden verzet tegen de Romeinse tussenkomst in Griekse aangelegenheden, spoorden Nabis aan om zijn vroegere gebieden te heroveren en zijn positie in Griekenland te versterken. In 192 v.Chr. had Nabis een nieuwe vloot gebouwd en zijn leger versterkt, en belegerde Gythium. De Achaeërs antwoorden door een bode naar Rome te zenden met een vraag om hulp. De Senaat zond Atilius met een vloot om die van Nabis te verslaan. In plaats van te wachten op de komst van de Romeinse vloot, ging de Achaeïsche vloot al naar Gythium onder leiding van Philopoemen. De Achaeïsche vloot werd verslagen door de Spartaanse, en het Achaeïsche vlagschip werd al gekelderd door de eerste aanval. Ook op land konden de Achaeërs de Spartanen niet verslaan en Philopoemen trok zich terug naar Tegea. Toen Philopoemen opnieuw Laconië binnenkwam werd hij aangevallen in een hinderlaag door Nabis' leger maar kon toch overwinnen. De Achaeërs konden nu Laconië dertig dagen lang ongehinderd plunderen terwijl de Spartaanse troepen in hun versterkte stad bleven. Plannen om Sparta zelf in te nemen werden gemaakt, maar Flamininus kwam aan en haalde de Achaeïsche generaal over om de stad te sparen. Sparta kon zich overgeven met dezelfde voorwaarden als het vorige verdrag.

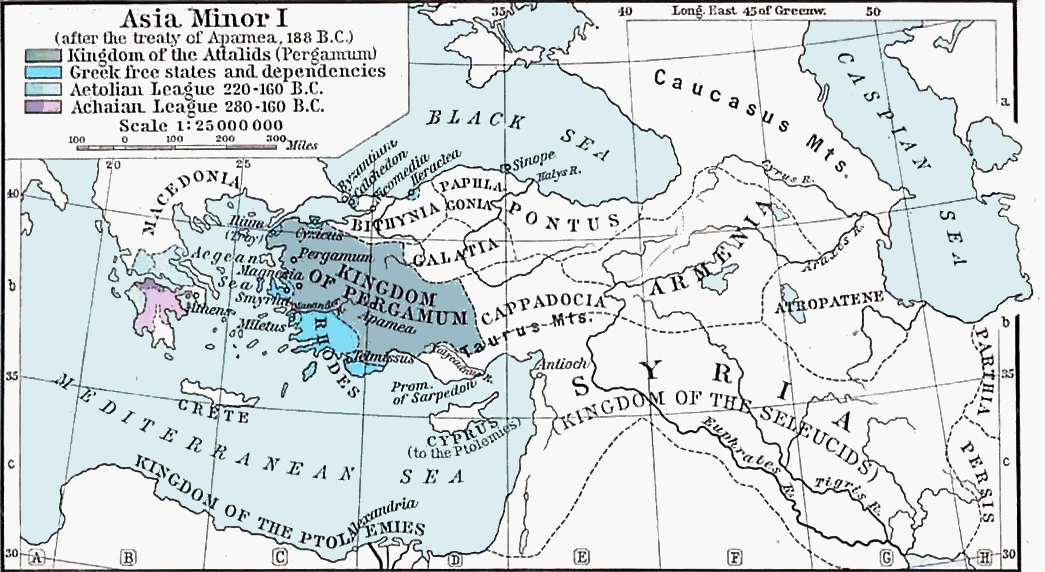
Veranderingen van de gebieden in Griekenland voor de val van Sparta.

Omdat Sparta's leger nu verzwakt was, vroeg Nabis hulp aan de Aitoliërs. Ze zonden 1.000 man cavalerie naar Sparta onder leiding van Alexamenus. Het verhaal gaat dat terwijl Nabis zijn legers trainingen aan het bekijken was, de Aitolische commandant hem aanviel en hem doodde met zijn lans. Daarna veroverden de Aitolische troepen het paleis en begonnen Sparta te plunderen. De Spartanen konden hen echter de stad uitdrijven. Toen Sparta in beroering was kon Philopoemen de stad binnenkomen met het Achaeïsche leger en maakte Sparta zo een lid van de Bond. Sparta mocht als polis zijn wetten en gebieden behouden.
In 189 v.Chr. mochten de gijzelaars van Sparta naar hun stad terugkeren, uitgezonderd Nabis' zoon, die ziek was geworden en gestorven was. Omdat ze nog altijd geen haven hadden en daarom leden onder economische en politieke problemen, veroverden ze de stad Las. De Achaeërs konden dit gebruiken als een reden om Spartaanse onafhankelijkheid eens en voor altijd te vernietigen. Ze vroegen de overgave van de personen die verantwoordelijk waren voor de aanval. De schuldigen vermoordden als antwoord dertig pro-Achaeïsche burgers. De Romeinen, die wilden dat de Achaeïsche Bond geleidelijk uit elkaar zou vallen, deed niets aan deze situatie. Philopoemon viel Noord-Laconië binnen met een leger en de Spartaanse bannelingen, die mochten terugkeren naar Sparta. Hij vermoordde eerst tachtig mannen die tegen de Achaeërs waren in Compasium en vernietigde daarna de muren rond Sparta. Philopoemen schafte daarna de Spartaanse wet af, en verving deze door de Achaeïsche. Zo eindigde Sparta's rol als een machtige speler in Griekenland, terwijl Achaea dominant werd op de Peloponnesos.

### Primaire bronnen
- Livius
- Polybios

### Secundaire bronnen
- Ernst Baltrusch, (1998). Sparta. Munich: C.H. Beck. ISBN 3-406-41883-X
- Paul Cartledge en Antony Spawforth, (2002). Hellenistic and Roman Sparta: A tale of two cities.ISBN 0-415-26277-1
- Peter Green, (1990). Alexander to Actium: The Historical Evolution of the Hellenistic Age. ISBN 0-500-01485-X.
- Erich Gruen, (1984). The Hellenistic World and the Coming of Rome. ISBN 0-520-05737-6
- Maurice Holleaux, (1930). Cambridge Ancient History: Rome and the Mediterranean; 218–133 B.C.
- William Smith, (1873). Dictionary of Greek and Roman Biography and Mythology.
- John Warry (1995; edition 2006). Warfare in the Classical World. ISBN 0-8061-2794-5